# Shamrock Rovers FC
Shamrock Rovers FC este un club de fotbal din Dublin, Irlanda.

## Palmares

### Titluri naționale
- League of Ireland: 21 (record)
  - 1922–23, 1924–25, 1926–27, 1931–32, 1937–38, 1938–39, 1953–54, 1956–57, 1958–59, 1963–64 
 1983–84, 1984–85, 1985–86, 1986–87, 1993–94, 2010, 2011, 2020, 2021, 2022, 2023

- A doua Ligă Irlandeză: 1
  - 2006

- Cupa FAI: 25 (record)
  - 1925, 1929, 1930, 1931, 1932, 1933, 1936, 1940, 1944, 1945, 1948, 1955, 1956, 1962, 1964, 1965, 1966, 
 1967, 1968, 1969, 1978, 1985, 1986, 1987, 2019

- Scutul Irlandez (Supercupa Irlandei): 18 (record)
  - 1924–25, 1926–27, 1931–32, 1932–33, 1934–35, 1937–38, 1941–42, 1949–50, 1951–52, 1954–55, 1955–56, 
 1956–57, 1957–58, 1962–63, 1963–64, 1964–65, 1965–66, 1967–68.

- Cupa Ligii Irlandei: 1
  - 1976–77

### Titluri regionale
- Cupa Seniorilor Leinster: 16
  - 1923, 1927, 1929, 1930, 1933, 1938, 1953, 1955, 1956, 1957, 1958, 1964, 1969, 1982, 1985, 1997

## Europa
- UEFA Europa League
  - Faza Grupelor (1) : 2012

Lista întreagă Arhivat în 17 martie 2009, la Wayback Machine. cu titlurile câștigate de Shamrock Rovers.

## Rezultate în Europa
European Champion Clubs' Cup:
| Meciuri | Victorie | Egal | Înfrângere | GP | GÎ |
| ------- | -------- | ---- | ---------- | -- | -- |
| 14      | 0        | 4    | 10         | 7  | 28 |

Cupa UEFA:
| Meciuri | Victorie | Egal | Înfrângere | GP | GÎ |
| ------- | -------- | ---- | ---------- | -- | -- |
| 8       | 2        | 0    | 6          | 8  | 18 |

Cupa Inter-orașe:
| Meciuri | Victorie | Egal | Înfrângere | GP | GÎ |
| ------- | -------- | ---- | ---------- | -- | -- |
| 4       | 0        | 2    | 2          | 4  | 6  |

Cupa Cupelor UEFA:
| Meciuri | Victorie | Egal | Înfrângere | GP | GÎ |
| ------- | -------- | ---- | ---------- | -- | -- |
| 16      | 5        | 2    | 9          | 19 | 27 |

Cupa UEFA Intertoto:
| Meciuri | Victorie | Egal | Înfrângere | GP | GÎ |
| ------- | -------- | ---- | ---------- | -- | -- |
| 6       | 3        | 0    | 3          | 7  | 10 |

Total:
| Meciuri | Victorie | Egal | Înfrângere | GP | GÎ |
| ------- | -------- | ---- | ---------- | -- | -- |
| 48      | 10       | 8    | 30         | 45 | 89 |

Sursă: Shamrock Rovers F.C. Arhivat în 23 februarie 2012, la Wayback Machine.

## Jucătorul anului
| An      | Jucător          | An      | Jucător        | An      | Jucător         |
| ------- | ---------------- | ------- | -------------- | ------- | --------------- |
| 1979–80 | Robbie Gaffney   | 1980–81 | Harry Kenny    | 1981–82 | Liam Buckley    |
| 1982–83 | Liam Buckley     | 1983–84 | Alan Campbell  | 1984–85 | Pat Byrne       |
| 1985–86 | Mick Neville     | 1986–87 | Jody Byrne     | 1987–88 | Mick Byrne      |
| 1988–89 | Jody Byrne       | 1989–90 | Vinny Arkins   | 1990–91 | Dave Connell    |
| 1991–92 | Dave Connell     | 1992–93 | Peter Eccles   | 1993–94 | Alan Byrne      |
| 1994–95 | Gino Brazil      | 1995–96 | Alan O'Neill   | 1996–97 | Tony Cousins    |
| 1997–98 | Matt Britton     | 1998–99 | Tony O'Dowd    | 1999–00 | Terry Palmer    |
| 2000–01 | Tony Grant       | 2001–02 | Shane Robinson | 2002–03 | Noel Hunt       |
| 2003    | Glen Fitzpatrick | 2004    | Trevor Molloy  | 2005    | Barry Murphy    |
| 2006    | Aidan Price      | 2007    | Ger O'Brien    | 2008    | Darragh Maguire |

### Recordurile jucătorilor
- Cele mai multe goluri într-un sezon: 
  - Bob Fullam 1922–23 (27)[1]
  - Stephen Geoghegan 1993–94 (23)[2]

- Topul Golgeterilor (total)
  - Paddy Ambrose - 109[1]
  - Paddy Coad - 104[3]
  - Bob Fullam - 92[4]

- Topul Golgeterilor (cupă) scorers[3]
  - Paddy Coad - 37
  - Liam Tuohy - 20